# Морозов, Игорь Николаевич (певец)
И́горь Никола́евич Моро́зов (22 мая 1951, Москва — 27 февраля 2022) — советский поэт, композитор, автор песни «Батальонная разведка», участник Афганской войны, офицер отряда «Каскад-4» КГБ СССР, полковник КГБ в отставке. «Русский Киплинг», — так охарактеризовал его поэт Александр Карпенко.

## Биография
Родился в семье военных: отец — Николай Петрович Морозов, во время войны командир-разведчик 172-й стрелковой дивизии, кавалер 48 орденов и медалей, в том числе ордена Богдана Хмельницкого за номером 14. Принимал участие в десантировании на партизанскую базу Дмитрия Медведева и обеспечении выхода в город легендарного разведчика Николая Кузнецова. Почётный гражданин двух городов на Западе Украины, которые освобождал. После войны служил во внешней разведке, полковник ГРУ, мать — Зоя Михайловна Морозова, офицер советской внешней разведки. В одном из своих интервью Игорь Морозов рассказал, что только после смерти матери узнал от отца, кем она в действительности работала 30 лет.
Закончил музыкальную школу по классу баяна, увлекался игрой на гитаре. В 15 лет написал свою первую песню. По сей день сохранил интерес к истории Руси.
В 1969—1975 годах учился в Московском высшем техническом училище имени Н. Э. Баумана, где получил и военную специальность — «конструктор-механик боевых гусеничных и колёсных машин».
Война в Афганистане
После окончания училища Морозов, развитый физически (кандидат в мастера спорта по боксу) и хорошо знавший английский язык, был по инициативе отца рекомендован для работы в КГБ СССР. Однако процесс проверок и оформления занял два года, и в это время Морозов работал инженером-конструктором в ОКБ-40: разрабатывал насосы высокого давления для БМП-2 и занимался усовершенствованием водомётов для бронетранспортёров.
1 августа 1977 года был уволен из ОКБ-40 «в связи с призывом в Вооружённые Силы СССР» и поступил на высшие контрразведывательные курсы Высшей Краснознамённой Школы КГБ СССР имени Ф. Э. Дзержинского (ВКШ) для слушателей со знанием иностранных языков. Был одним из многих оперативных уполномоченных, привлечённых для расследования террористического акта в московском метрополитене в 1977 году, получил благодарность от тогдашнего председателя КГБ Юрия Андропова. По окончании ВКШ в 1979 году был назначен младшим оперативным сотрудником Второго главного управления КГБ СССР (контрразведка). Пройдя предварительное собеседование и последующую дополнительную проверку, в начале 1982 года был переведен в Первое главное управление КГБ СССР (внешняя разведка) в ГСН (группа специального назначения) КГБ СССР «Вымпел»
С апреля 1982 по март 1983 года находился в служебной командировке в городе Файзабад (провинция Бадахшан), где являлся командиром оперативно-боевой группы «Бадахшан» отряда «Каскад» КГБ СССР. В 1988 и 1989 году ещё дважды летал в Афганистан со спецзаданием по обеспечению безопасности вывода советских войск. За выполнение задания был награждён орденом Красной Звезды.
С 1988 по 1991 год — один из членов коллектива исполнителей «афганских» песен «Шурави» (позднее — «Группа специального назначения»). Будучи одним из самых известных авторов и исполнителей «афганской» песни, Игорь Морозов и сам стал прообразом героя песни «Капитан из Файзабада» другого воина-афганца, автора и исполнителя — Виктора Верстакова.
7 апреля 1992 года уволен в запас в звании полковника КГБ. После увольнения в запас три года был московским автором военно-аналитической программы «Сигнал» на радио «Свободная Европа», пока в 1995 году штаб-квартира не переехала в Прагу. В том же году уехал из Москвы и перебрался на «родину предков» в деревню.
В 1995 году принят в Союз писателей России, опубликовал сборник стихов и песен «Помяни нас, Россия…».
Жена Ольга, два сына-близнеца.

## «Батальонная разведка»
Песня «Батальонная разведка» написана в марте 1975 года и посвящена отцу автора, командиру-разведчику 172-й Гвардейской дивизии Николаю Петровичу Морозову. Впервые была исполнена на День Победы 1975 года на празднике ветеранов 172-й Гвардейской стрелковой дивизии, за что получил «Спасибо!» от ветеранов и бутылку коньяка от председателя комитета ветеранов Великой Отечественной войны генерала Павла Батова.
В июне 1982 года, будучи уже в Афганистане, записал песню на магнитофонную кассету и песня «пошла в народ». Песня стала чуть ли не культовой и горячо любимой в Афганистане. Лишь четвёртый куплет «Рвали проволоку, брали языка» выдавал в ней песню о Великой Отечественной. Сам автор признается, что давно уже «перепосвятил» песню всем советско-российским бойцам.

## Мы уходим!
Песня написана на стихи Игоря Морозова к выводу Советских войск из Афганистана.

Ходили достоверные слухи, что СССР из Афганистана уходит, Вы не представляете, как нам хотелось домой. От этой пыли, от картошки в трехлитровых банках, от спиртового хлеба. И вот однажды мне попалось на глаза стихотворение «Мы уходим», написанное боевым офицером Игорем Морозовым. Не сразу, с третьей попытки я положил его на музыку. Песня стала гимном.— автор музыки к песне Александр Халилов
Песня «Мы уходим!» в исполнении группы «Каскад» участвовала в транслируемом на центральном телевидении СССР — фестивале «Когда поют солдаты» в Берлине. 

Песня настолько попала в нерв времени, что председатель жюри Александра Пахмутова без колебаний присудила «Каскаду», который выступал вне конкурса, первое место.— История группы «Каскад»